# Уругвай на летних Олимпийских играх 1932
Уругвай принимал участие в Летних Олимпийских играх 1932 года в Лос-Анджелесе (США) в третий раз за свою историю, и завоевал одну бронзовую медаль.

## Медали
| Бронза |                 |                                          |            |
| №      | Спортсмены      | Вид спорта (дисциплина)                  | Дата       |
| 1      | Гильермо Дуглас | Академическая гребля (одиночки, мужчины) | 13 августа |

## Результаты соревнований

### Академическая гребля
Соревнования в академической гребле на Играх 1932 года проходили с 9 по 13 августа. В следующий раунд из каждого заезда проходили несколько лучших экипажей (в зависимости от раунда и дисциплины). В финал выходили 4 сильнейших экипажа.
Гильермо Дуглас, который был единственным представителем страны на Олимпийских играх в Лос-Анджелесе, стал обладателем бронзовой награды в соревнованиях одиночек. Также Дуглас стал первым уругвайским гребцом, выступившим на Олимпийских играх, а также первым кому удалось завоевать для страны индивидуальную олимпийскую награду. Ранее в 1924 и 1928 годах чемпионами Игр становились уругвайские футболисты.
Мужчины
| Соревнование | Спортсмены      | Предварительный заезд | Предварительный заезд | Предварительный заезд | Отборочный заезд | Отборочный заезд | Отборочный заезд | Финал  | Финал |
| Соревнование | Спортсмены      | Заезд                 | Время                 | Место                 | Заезд            | Время            | Место            | Время  | Место |
| ------------ | --------------- | --------------------- | --------------------- | --------------------- | ---------------- | ---------------- | ---------------- | ------ | ----- |
| одиночки     | Гильермо Дуглас | 2                     | 7:45,0                | 2                     | 1                | 8:20,2           | 2 Q              | 8:13,6 | 3     |